# Jason Day
Jason Day (né le 12 novembre 1987) est un golfeur professionnel australien membre du PGA Tour. Il gagne en février 2014 son premier titre WGC au Championnat du monde de match-play. Il remporte ensuite en 2015 son premier majeur, le Championnat de la PGA. En septembre 2015, il atteint la place de numéro 1 mondial qu'il conservera durant 51 semaines.

## Carrière amateur
En amateur, Jason Day gagne deux fois l'ordre du mérite jeune australien. En 2004, il gagne aussi l'Australian Boy's Amateur.

## Carrière professionnelle
Jason Day devient professionnel en juillet 2006 et commence à jouer sur le PGA Tour grâce à des invitations de sponsors. Il passe ensuite en fin d'année les phases qualificatives du PGA Tour, mais échoue à se qualifier et se retrouve sur la 2e division américaine (Nationwide Tour) pour l'année 2007. En juillet 2007, il gagne son premier tournoi professionnel le Legend Financial Group classic. Il monte ensuite sur le PGA Tour.
Sa première victoire sur le PGA Tour a lieu en mai 2010 au HP Byron Nelson Championship. Il devient le plus jeune vainqueur australien sur le PGA Tour. En 2011, au Masters, il finit deuxième ex aequo avec Adam Scott derrière Charl Schwartzel. En juin 2011, il finit seul deuxième de l'US Open, 8 coups derrière Rory McIlroy. Grâce à ses performances en majeur, il rentre ainsi pour la première fois dans le top 10 mondial. En 2013, il se place encore en position de gagner un majeur en terminant 3e du Masters derrière Adam Scott et Angel Cabrera. À l'US Open 2013, il termine de nouveau second ex aequo, 2 coups derrière Justin Rose.
En février 2014, il gagne son premier tournoi WGC, le championnat du monde de match-play, après un final haletant face à Victor Dubuisson au 23e trou. Il devient ainsi 4e meilleur joueur mondial.
En février 2015, Jason Day gagne son troisième tournoi sur le PGA Tour, le Farmers Insurance Open après 2 trous de playoff face à Harris English, J. B. Holmes, Scott Stallings. Il gagne ensuite le 26 juillet l'omnium Canadien. Ensuite, il gagne le dernier majeur de la saison, le Championnat de la PGA, à 20 en dessous du par. Il devient le premier joueur à finir un tournoi majeur à -20 sous le par. Il continue sa fin de saison exceptionnelle en gagnant 2 tournois: The Barclays et Championnat BMW, deux tournois des playoffs de la FedEx Cup. Après sa victoire au Championnat BMW, le 20 septembre 2015, il devient numéro 1 mondial pour la première fois.
En mars 2016, il remporte l'Arnold Palmer Invitational puis la semaine suivante le Championnat du monde de match-play en battant Louis Oosthuizen 5&4. En mai il remporte le prestigieux Players Championship, tournoi régulier le plus richement doté du PGA Tour après les tournois majeurs et les tournois du World Golf Championships.
2017 restera une année délicate pour Jason Day marquée par des problèmes médicaux mais aussi familiaux. Sa mère est malheureusement diagnostiquée d'un cancer fin 2016 et subira une série d'opérations en 2017 et 2018. Son année 2017 se résumé à une 2ème place au AT&T Byron Nelson ou il perdra en playoff face à Billy Horschel. Il réalisera aussi 5 autres Top 10 au cours de l'année avec notamment une 4ème place au BMW Championship, un des tournois des Playoffs de la Fed Ex Cup. Après avoir débuté l'année en tant que numéro 1 mondial, il la finira à la 13ème place. 
Jason veut oublier ses difficultés golfiques de 2017 et ceci commence par une magnifique victoire au Farmers Insurance Open, tournoi qu'il a déjà remporté en 2015. Cette victoire arrive un Lundi, au bout d'un playoff de 6 trous face au nouveau venu du circuit américain, le talentueux Alex Noren. Il réalisera notamment un second tour en 7 sous le par dans des conditions climatiques compliquées. Il enchaine sur une note positive après sa victoire en signant une seconde place à égalité avec notamment Phil Mickelson et derrière l'américain Ted Potter Jr lors du AT&T Pebble Beach Pro-Am. Ces bonnes performances du début d'année lui permettent de remonter au classement mondial et de refaire apparition au sein du Top 10, prenant la 8ème place au classement mondial. 

## Victoires professionnelles (14)

### Victoire sur le PGA Tour (10)
| Numéro | Dates             | Tournoi                                | Score           | Au par | Deuxième(s)                                   | Marge sur le deuxième |
| ------ | ----------------- | -------------------------------------- | --------------- | ------ | --------------------------------------------- | --------------------- |
| 1      | 23 mai 2010       | HP Byron Nelson Championship           | 66-65-67-72=270 | −10    | Blake Adams, Brian Gay, Jeff Overton          | 2 coups               |
| 2      | 23 février 2014   | Championnat du monde de match-play     | 23ième trou     | -      | Victor Dubuisson                              | -                     |
| 3      | 8 février 2015    | Farmers Insurance Open                 | 73-65-71-70=279 | −9     | Harris English, J. B. Holmes, Scott Stallings | Playoff               |
| 4      | 26 juillet 2015   | Omnium canadien                        | 68-66-69-68=271 | −17    | Bubba Watson                                  | 1 coup                |
| 5      | 16 août 2015      | Championnat de la PGA                  | 68-67-66-67=268 | −20    | Jordan Spieth                                 | 3 coups               |
| 6      | 30 août 2015      | The Barclays                           | 68-68-63-62=261 | −19    | Henrik Stenson                                | 6 coups               |
| 7      | 20 septembre 2015 | Championnat BMW                        | 61-63-69-69=262 | −22    | Daniel Berger                                 | 6 coups               |
| 8      | 20 mars 2016      | Arnold Palmer Invitational             | 66-65-70-70=271 | −17    | Kevin Chappell                                | 1 coup                |
| 9      | 27 mars 2016      | Championnat du monde de match-play (2) | 5&4             | -      | Louis Oosthuizen                              | -                     |
| 10     | 15 mai 2016       | The Players Championship               | 63-66-73-71=273 | −15    | Kevin Chappel                                 | 4 coups               |
| 11     | 28 janvier 2018   | Farmers Insurance Open                 | 73-64-71-70=278 | -10    | Alex Noren                                    | Playoff               |
|        | 6 mai 2018        | Wells Fargo Championship               |                 |        |                                               |                       |

### Autres victoires (4)
- 2007 Legend Financial Group classic (le tour Web.com)
- 2012 Wendy's 3-Tour Challenge
- 2013 Coupe du monde de golf (titre individuel et par équipe avec Adam Scott)
- 2014 Franklin Templeton Shootout

### Sélection en équipe nationale (5)
- Presidents Cup: 2011, 2013, 2015, 2017
- Coupe du monde de golf: 2013 (vainqueur)